# Byttneria schumannii
Byttneria schumannii är en malvaväxtart som beskrevs av C.L. Cristobal. Byttneria schumannii ingår i släktet Byttneria och familjen malvaväxter. Inga underarter finns listade i Catalogue of Life.